# RoAZ
RoAZ (ros. Росто́вский авто́бусный заво́д, w skrócie РоАЗ; Rostowskij Awtobusnyj Zawod) – nieistniejące już rosyjskie przedsiębiorstwo branży motoryzacyjnej zajmujące się produkcją autobusów. Siedziba przedsiębiorstwa mieściła się w Rostowie nad Donem. Firma została założona w 2007 roku, a zlikwidowana 28 grudnia 2011 roku.

## Modele
- RoAZ-5236
- RoAZ-5239
- Hyundai County